# Heilig Hart van Jezuskerk (Bergen op Zoom)

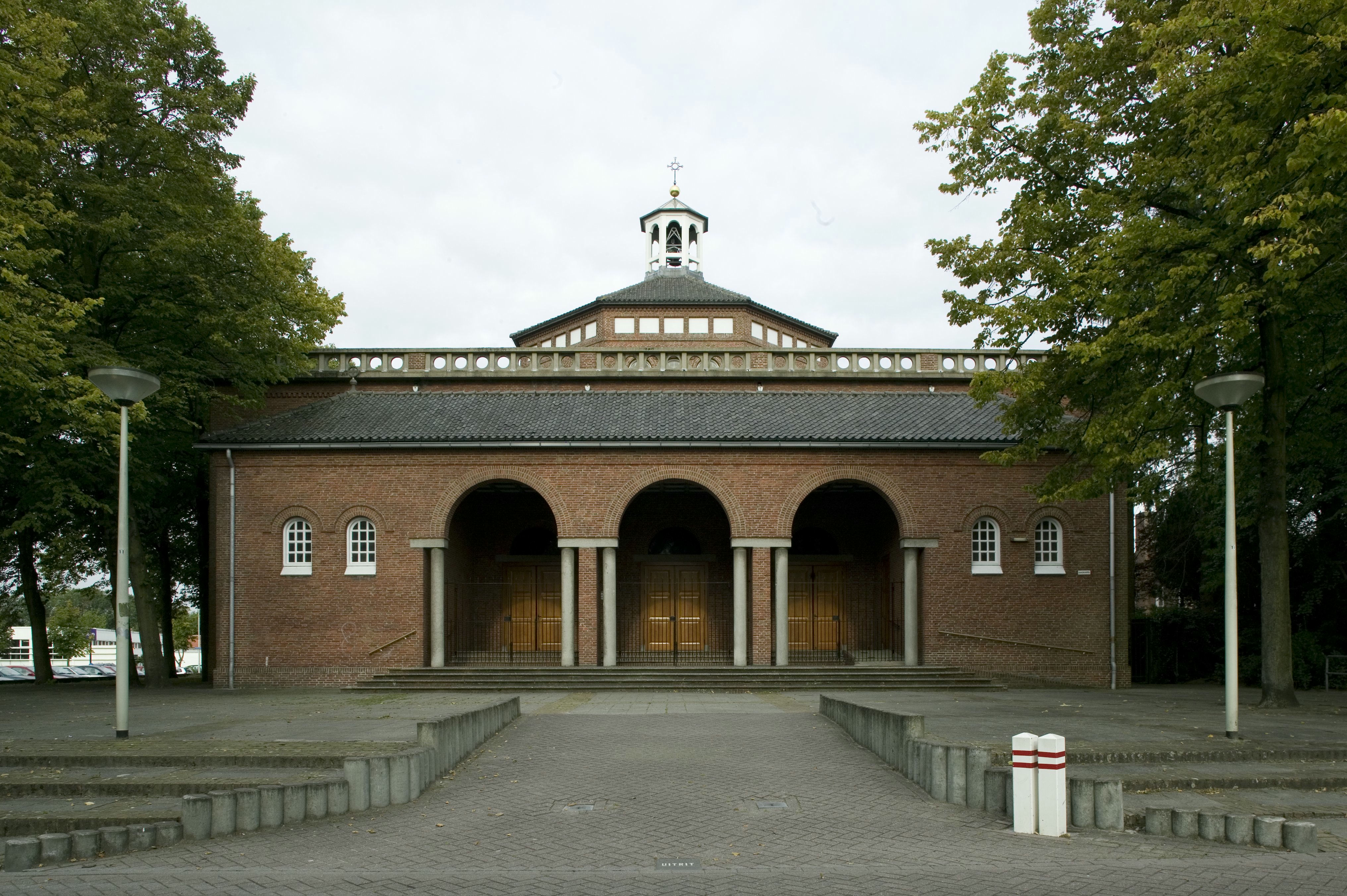
Heilig Hart van Jezuskerk Bergen op Zoom

De Heilig Hart van Jezuskerk is een kerkgebouw in Bergen op Zoom, dat zich bevindt aan het Piusplein, ten oosten van de binnenstad.
Deze kerk werd gebouwd in de trant van de Bossche School en werd ingewijd in 1952. Architecten waren A. Siebers en W. van Dael. De ingangspartij met lessenaardak en drie rondbogen herinnert aan de basilicastijl, maar de eigenlijke kerkruimte heeft een vierkante plattegrond en wordt overdekt door een achtkante koepel, die met dakpannen is bedekt en gekroond is met een klokkentorentje. De kerk is aangewezen als gemeentelijk monument.
Terwijl in het interieur de zijbeuken ogen als zijnde in een basilica, wat nog versterkt wordt door het cassetteplafond, is in het middengedeelte de koepel dominant en daar zijn de op rondbogen rustende zuilen veel minder rechtlijnig gerangschikt.
De kerk is op 30 maart 2014 aan de rooms-katholieke eredienst onttrokken. Aan de zijde richting het Piusplein is een kunstwerk geplaatst dat oorspronkelijk aan de voorgevel zat van de Martelaren-van-Gorcumkerk die in 1987 is gesloopt. Het kunstwerk van gegoten beton werd in 1962 gemaakt door B.J.M. Welten en stelt een liggende Christusfiguur voor met negen van de negentien martelaren van Gorcum, gesymboliseerd door monnikspijen.